# Associação Recreativa Desportiva Cultural Gondim-Maia
A Associação Recreativa Desportiva Cultural Gondim-Maia é um clube português, localizado na freguesia de Gondim, concelho da Maia, distrito do Porto. O clube foi fundado em 25 de Janeiro de 1976 e o seu atual presidente é Mário Freitas. Os seus jogos em casa são disputados no Parque de Jogos de Gondim, na freguesia do Castêlo da Maia.
A equipa de futebol sénior participa, na época de 2018/19, na Divisão Honra da distrital do Porto. o clube tem diversos escalões que participam na distrital.